# Епархия
Епа́рхия (греч. ἐπαρχία — «область, провинция»), в христианской церкви — территориальная единица (церковно-административный округ) во главе с епископом (архиереем).
Изначально епархия как управляемая епископом область совпадала с территорией городской общины, но после реформ Диоклетиана расширилась до границ гражданской провинции. 
В древней церкви нынешней епархии принципиально соответствовала единица, именуемая в канонических текстах παροικία (парикия (приход)). В Римско-католической церкви епархии также называются диоцезами (лат. dioecesis), во главе которого стоит архиерей (епископ или архиепископ). Диоцез, который возглавляет архиепископ, называется архидиоцез. В протестантских (лютеранских) церквях епархиями называются суперинтендентства, во главе которых стоит суперинтендент (епископ) (нем. Superintendent).

## В современной Русской Православной Церкви
Устав Русской Православной Церкви 2000 года определяет епархию как «местную Церковь, возглавляемую архиереем и объединяющую епархиальные учреждения, благочиния, приходы, монастыри, подворья, монастырские скиты, Духовные образовательные учреждения, братства, сестричества, миссии».
Границы епархии определяются Священным Синодом и обычно сообразуются с административно-территориальным делением субъектов Российской Федерации. Ключевым коллективным органом управления епархией является Епархиальное собрание.
«Епархиальный архиерей, по преемству власти от святых апостолов, есть предстоятель местной церкви — епархии, канонически управляющий ею при соборном содействии клира и мирян».
Согласно Определениям Всероссийского Поместного Собора 1917—1918
В феврале 1918 года Всероссийский Поместный Собор (определение «об епархиальном управлении» окончательно принято 9(22) февраля 1918 года) дал следующее определение епархии, положенное в основу Устава 2000:

1. Епархиею именуется часть Православной Российской Церкви, канонически управляемая епархиальным Архиереем. <…> 15. Епархиальный Архиерей, по преемству власти от святых Апостолов, есть предстоятель местной Церкви, управляющий епархиею при соборном содействии клира и мирян.